# Corpo de Archeiros da Universidade de Coimbra

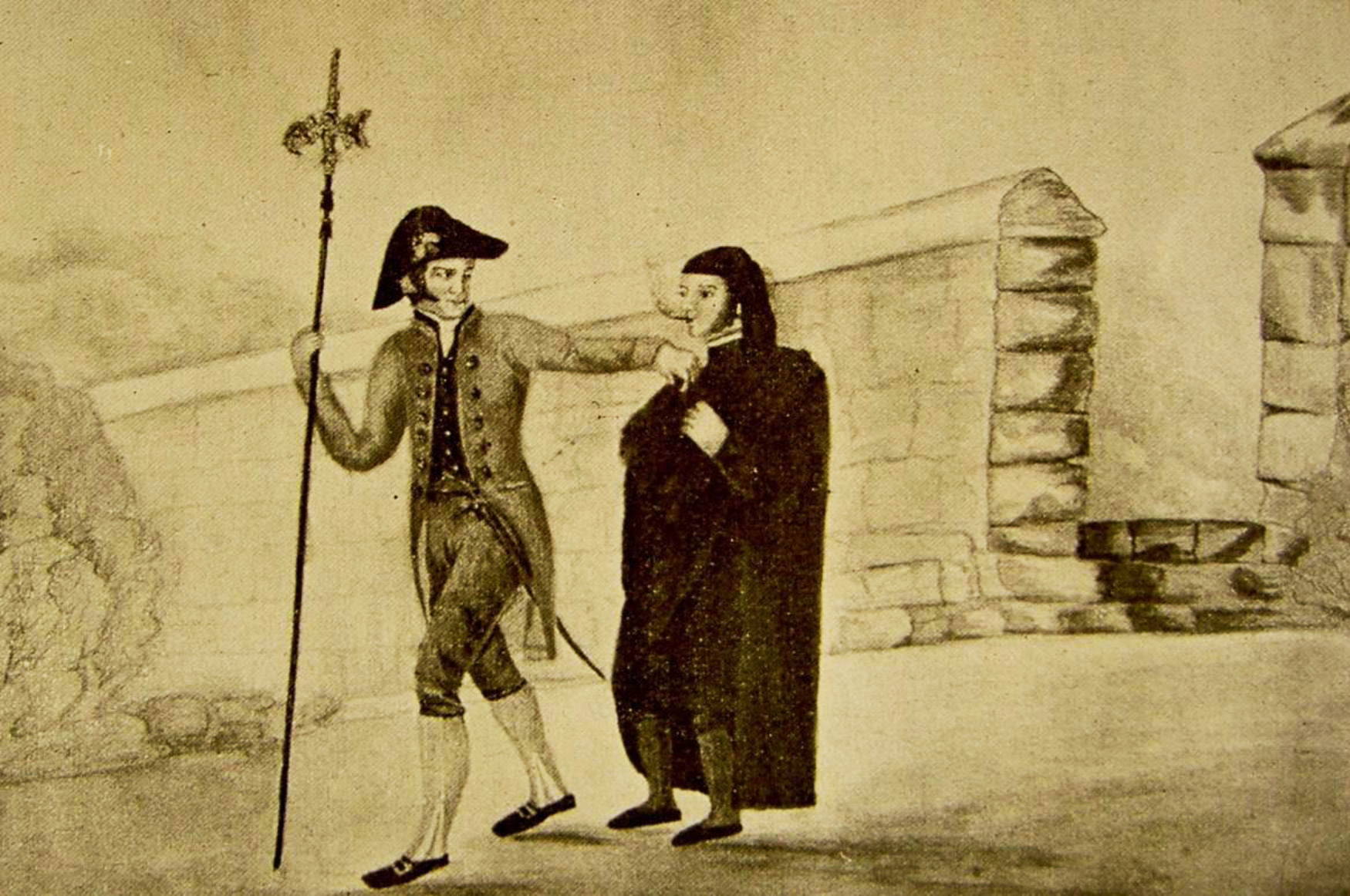
Um archeiro detendo um estudante de Coimbra, em zincogravura do século XIX

O Corpo de Archeiros da Universidade de Coimbra é o corpo de guardas que tradicionalmente garantia a segurança do perímetro da Universidade de Coimbra. Era antigamente conhecido por “Os Verdeais”, uma alusão à cor verde da sua farda, composto por casacão cinzento esverdeado, calças cinzentas, boné de pala e espada. Os archeiros continuam ainda hoje a acolher os visitantes do Paço das Escolas da Universidade de Coimbra e, em dias de cerimónia, trajam o uniforme de gala que complementam com espada e alabarda.